# Карло од Трента
Карло Тарентски (1296 — 29. август 1315. године), био је најстарији син Филипа I, кнеза од Тарента и титуларног латинског цара Константинопоља, и његове супруге Тамаре Анђел Комнин, ћерке епирског деспота Нићифора I Комнина Дуке.

## Биографија
Карлов отац, кнез Филип I, је 1307. године, преузео Кнежевину Ахају у јужној Грчкој. Међутим, постојало је ривалско право на кнежевину у лику Матилде од Еноа, жене Гија II де ла Роша, војводе од Атине. Војвода Гиј је постао Филипов баили у кнежевини Ахаји, али је умро 1308. године, без деце, Матилда тако постаје удовица. Петнаестогодишња Матилда је 1309. године, верена за дванаестогодишњег Карла, у покушају да помири супротстављене претензије на кнежевину Ахају. Церемонија је одржана у Теби 2. априла, у присуству латинског атинског архиепископа, анжујских баила и окупљеног племства кнежевине Ахеје и Атинског војводства.
Веридба између Карла и Матилде раскинута је 1313. године, а Матилда се удала за Луја Бургундског, као део сложеног брачног савеза у коме је Матилди уступљена кнежевина Ахаја (иако је кнез Филип I задржао сизеренска права над кнежевином, коју је држао од 1294. године) . Као део низа бракова и договора те године, кнез Филип I је склопио други брак са Катарином од Валоа, титуларном латинском царицом (која је била верена за Лујевог брата, Хуга V од Бургундије), док је Карло био верен са сестром своје нове маћехе, Жане од Валоа као надокнада за раскид претходне веридбе.
Као и прва, ова веридба никада није требало да се раскине. Године 1315, кнез Филип I је отишао на север заповедајући напуљским трупама да ослободи фирентинске гвелфе, које су у Монтекатинију опседали пизански гибелини под Угучонеом дела Фађолом. У његовој пратњи су били Карло од Тарeнта и Филипов млађи брат Петар, гроф од Гравине. Упркос почетним успесима, кнез Филип I се разболео од грознице и поразио га је Угучоне у бици код Монтекатинија. Карло је убијен у бици, а његов стриц је нестао; болесни кнез Филип I је побегао.
Карлово тело пронађено је близу тела Угучионеовог сина Франческа; њихови савременици су претпостављали да су побили једни друге. Раиниери дела Герардеска се заклео да неће бити проглашен витезом док се не освети Анжујцима за смрт свог оца, кога је Карло I Напуљски погубио са Конрадином 1268. године. Сада је прихватио признање са ногом на лешу Карла Тарентског. Вартоломеј из Луке је помогао у организовању извлачења Карловог тела од Пизанаца после битке. Ремигио деи Гиролами, доминикански присталица Карловог стрица, Роберта, краља Напуља, одржао је проповед о Карловој смрти.